# قطعنامه ۱۸۶۳ شورای امنیت
قطعنامه  ۱۸۶۳ شورای امنیت سازمان ملل متحد که در تاریخ ۱۶ ژانویه ۲۰۰۹ تصویب شد، سندی بین‌المللی دربارهٔ بررسی وضعیت در سومالی است. این قطعنامه طی نشست ۶۰۶۸ام با ۱۵ رای موافق، ۰ مخالف و ۰ ممتنع تصویب شد.